# 2023年香港鄉郊代表選舉
2023年鄉郊代表選舉是香港於2023年1月為選出新界鄉郊代表（包括村代表及街坊代表）而舉行的選舉。選舉於2023年1月8日和1月15日的連續2個星期日舉行。是次為2002年新界村代表制席改革後的第六屆村代表選舉，同時是《港區國安法》設立後第一次鄉郊代表選舉。

## 選舉制度及議席分配
今屆議席數目維持1540席。
居民代表選舉：695條現有鄉村，各設1名居民代表，共設695個居民代表。
原居民代表選舉：603條原居鄉村/共有代表鄉村，各設1至5名原居民代表，共設789個原居民代表。
街坊代表選舉：2個墟鎮，長洲設39席，坪洲設17席，共設56個街坊代表。

## 背景
2023年鄉郊代表村代表的候選人提名期為2022年11月4日至11月17日，投票日為2023年1月8日（原居民及居民代表）和1月15日（街坊代表）的連續2個星期日，而當選鄉郊代表的任期為2023年4月1日至2027年3月31日，一共四年。
相比起上一屆鄉郊代表選舉，今屆選舉的討論度又再回復平靜，原因主要是選舉回復一如既往的缺乏競爭性、其次《港區國安法》設立令香港政治環境變得高壓等因素有關。

## 競選

### 長洲
今屆有67人爭奪39個席位，除了以翁志明和李桂珍為首的保守派「社群聯盟」和鄺官穩為首的「長洲動力」之外，還有另一張五人名單。社群聯盟派出37人，而長洲動力則出25人。最後社群聯盟全部成員勝出，而長洲動力則只有鄺官穩本人和鄺官政當選。值得留意的是，上屆總投票人數有3553人，但今年則跌至2567人，投票率下跌近12%，反映投票意欲減少。

## 鄉委會主席結果
| 地區   | 鄉委會   | 前任主席 | 現任主席 |
| ------ | -------- | -------- | -------- |
| 離島區 | 長洲     | 翁志明   | 吳文傑   |
| 離島區 | 南丫島北 | 陳連偉   | 溫揚堅   |
| 離島區 | 南丫島南 | 周玉堂   | 周玉堂   |
| 離島區 | 梅窩     | 黃文漢   | 黃文漢   |
| 離島區 | 坪洲     | 黃漢權   | 黃漢權   |
| 離島區 | 大嶼山南 | 何進輝   | 何進輝   |
| 離島區 | 大澳     | 何紹基   | 何紹基   |
| 離島區 | 東涌     | 黃秋萍   | 黃秋萍   |
| 葵青區 | 青衣     | 陳志榮   | 陳志榮   |
| 北區   | 粉嶺     | 李國鳳   | 李國鳳   |
| 北區   | 沙頭角   | 李冠洪   | 李冠洪   |
| 北區   | 上水     | 侯志強   | 侯志強   |
| 北區   | 打鼓嶺   | 陳月明   | 陳月明   |
| 西貢區 | 坑口     | 劉啟康   | 劉啟康   |
| 西貢區 | 西貢     | 王水生   | 王水生   |
| 沙田區 | 沙田     | 莫錦貴   | 莫錦貴   |
| 大埔區 | 西貢北   | 李耀斌   | 李耀斌   |
| 大埔區 | 大埔     | 林奕權   | 林奕權   |
| 荃灣區 | 馬灣     | 陳崇業   | 陳崇業   |
| 荃灣區 | 荃灣     | 邱錦平   | 邱錦平   |
| 屯門區 | 屯門     | 劉業強   | 劉業強   |
| 元朗區 | 廈村     | 鄧勵東   | 鄧善恒   |
| 元朗區 | 錦田     | 鄧賀年   | 鄧賀年   |
| 元朗區 | 八鄉     | 鄧瑞民   | 郭永昌   |
| 元朗區 | 屏山     | 鄧志強   | 鄧志強   |
| 元朗區 | 新田     | 文美桂   | 文祿星   |
| 元朗區 | 十八鄉   | 程振明   | 程振明   |

## 外部連結
- 鄉郊代表選舉官方網頁 （页面存档备份，存于）
- 2023年鄉郊代表選舉官方網頁 （页面存档备份，存于）